# 30. Flak-Division
A 30. Flak-Division (em português: Trigésima Divisão Antiaérea) foi uma divisão de defesa antiaérea da Luftwaffe durante a Alemanha Nazi, que prestou serviço na Segunda Guerra Mundial. Foi criada a partir da 5. Flak-Brigade.

## Comandantes
- Egon Baur, (Fevereiro de 1945 - 8 de Maio de 1945)[2]